# Genaro Léon
Genaro Léon est un boxeur mexicain né le 10 août 1960 à Sinaloa.

## Carrière
Passé professionnel après les Jeux olympiques de Los angeles en 1984, il devient le premier champion du monde des poids welters WBO le 6 mai 1989 après sa victoire par KO au premier round face à Danny Garcia.
Léon ne défend pas cette sa ceinture et s'incline le 12 janvier 1993 lors d'un championnat du monde WBC face à James McGirt. Il met un terme à sa carrière en 2001 sur un bilan de 48 victoires, 11 défaites et 2 matchs nuls.

## Parcours auxJeux olympiques
5e aux Jeux olympiques d'été de 1984 à Los Angeles (poids welters) :
- Bat Daniel Omar Dominguez (Argentine) 5-0
- Bat Akinobu Hiranaka (Japon) 5-0
- Bat Khemais Refai (Tunisie) 3-2
- Perd contre Mark Breland (États-Unis) par KO au 1er round